# Kilibo
Kilibo est l'un des neuf arrondissements de la commune de Ouèssè dans le département des Collines au Bénin.

## Géographie
L'arrondissement de Kilibo est situé au nord-ouest du Bénin et compte 4 villages que sont Kilibo Adjougou, Kilibo Gare, Kilibo Olata et Yaoui.

## Démographie
Selon le recensement de la population de 2013 conduit par l'Institut national de la statistique et de l'analyse économique (INSAE), Kilibo compte 16809 habitants.